# バルーンモーリー

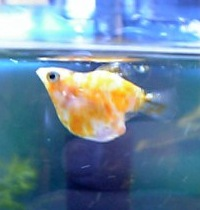
バルーンモーリー

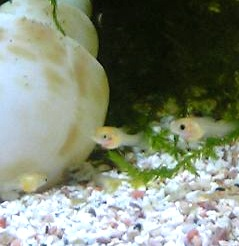
子供たち

バルーンモーリーは、メダカの一種であるモーリーの改良品種のひとつである。バルーンベリフェラともいう。

## 特徴
体長4cm程度。体が丸く、人なつっこい性格とあどけない泳ぎ方をする。色はオレンジ、シルバー、ブラック、斑点模様（ダルメシアン）などがある。気性は比較的穏やかだが、他のバルーンモーリーをつつく性格のものもいる。
モーリーの脊椎の奇形を人為的に固着させた品種であり、寸詰まりの丸みのある体型となっている。欧米に比べると日本を始めとするアジア圏ではこういった品種に対する拒否反応は少なく人気がある。このような体型に改良された魚は東南アジアのブリーダーで盛んに作出されており、カラシンやシクリッドなど他の種類にも存在している。なお、琉金のような古い歴史のある金魚もバルーンモーリーと同様に奇形を固定したものである。ハート型に塗料を注射してハートバルーンモーリーとして売っているショップもある。

## 飼育

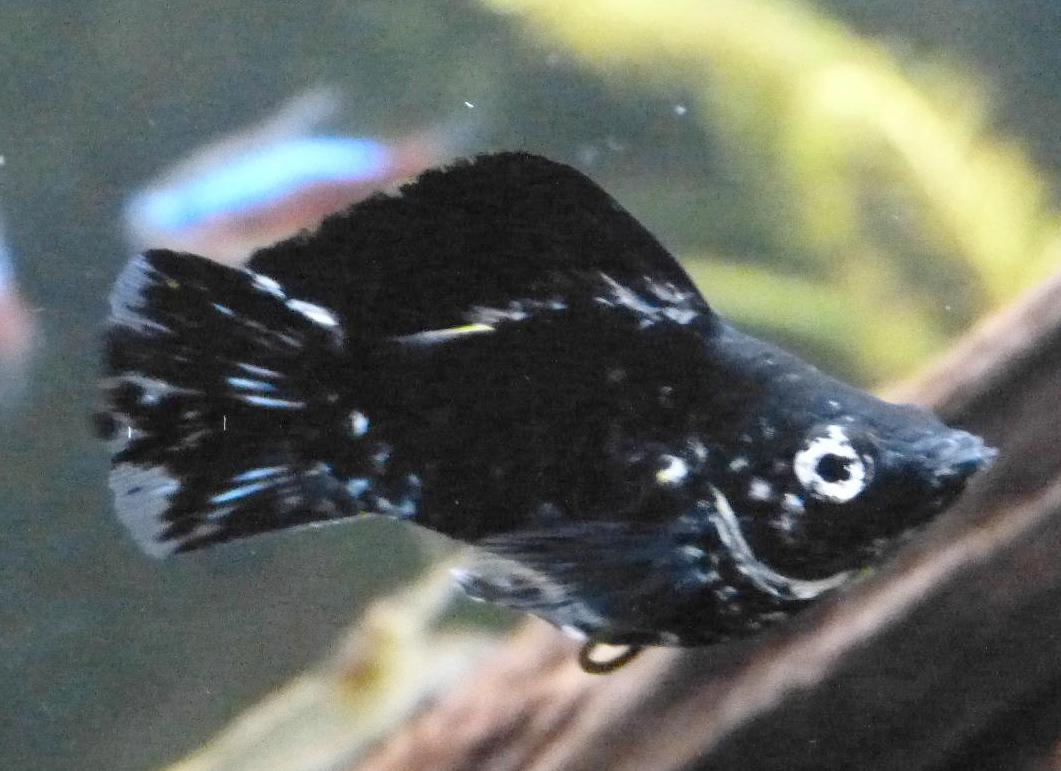
バルーンモーリー

- モーリーの仲間では体質が弱い部類で、水質変化に敏感である。
- pH：弱アルカリ性の水質を好むが、さほど気にしなくてもよい。
- 温度：18 - 28°C
- 餌：人工の餌、赤虫、イトミミズ
- 繁殖：弱アルカリ性にし、毎日きちんと餌を与えていると繁殖も容易である。卵胎生魚なので、お腹に卵を抱え稚魚の形で10匹以上生まれてくる。卵胎生魚一般の特徴であるが、一回の繁殖で数ヶ月間毎月産卵するため、増えすぎて水槽飼育においては適切な飼育数を容易に超えてしまうこともある。
- 雌雄：お腹の下にゴノポディウムと言うヒレが変化した交接器の有無で判別することができる。上記写真はメス。
- 寿命：2年程度